# Суперкубок Англії з футболу 1923
Суперкубок Англії з футболу 1923 — 10-й розіграш турніру, який відбувся 8 жовтня 1923 року. У матчі взяли участь гравці, які виступали за професійні футбольні клуби, та гравці, які виступали за аматорські футбольні клуби.

## Матч

### Деталі
| 8 жовтня 1923 |

| Професіонали     | 2–0      | Аматори |
| ---------------- | -------- | ------- |
| Бредфорд Чамберс | Протокол |         |

| Стемфорд Бридж, Лондон Глядачів: 12 000 |

| В  |  | Тед Тейлор      | Гаддерсфілд Таун |
| З  |  | Варні Крессвелл | Сандерленд       |
| З  |  | Сем Водсворт    | Гаддерсфілд Таун |
| З  |  | Сід Бішоп       | Вест Гем Юнайтед |
| З  |  | Джордж Вілсон   | Венсдей          |
| ПЗ |  | Томмі Міан      | Челсі            |
| ПЗ |  | Френк Осборн    | Фулгем           |
| ПЗ |  | Девід Джек      | Болтон Вондерерз |
| Н  |  | Джо Бедфорд     | Бірмінгем Сіті   |
| Н  |  | Гаррі Чамберс   | Ліверпуль        |
| Н  |  | Фред Танстол    | Шеффілд Юнайтед  |

| В  |  | Берт Коулмен          | Далвіч Гамлет    |
| З  |  | Сержант Френк Твайн   | Британська армія |
| З  |  | Алфред Боуер          | Корінтіан        |
| З  |  | Бейсіл Патчітт        | Корінтіан        |
| З  |  | Джордж Армітейдж      | Вімблдон         |
| ПЗ |  | Фред Евер             | Кейсуелс         |
| ПЗ |  | Лейтенант Джекі Хеган | Британська армія |
| ПЗ |  | Стен Ірл              | Клептон          |
| ПЗ |  | Френк Мейсі           | Британська армія |
| Н  |  | Грем Доггарт          | Бішоп Окленд     |
| Н  |  | Леонард Баррі         | Ноттс Каунті     |